# Massacre de Dujail
O massacre de Dujail refere-se aos eventos que se seguiram à tentativa de assassinato a 8 de julho de 1982 do então presidente do Iraque Saddam Hussein, na cidade de Dujail. A cidade tem uma população maioritariamente shiita, com cerca de 75 000 habitantes na altura do incidente, e situa-se a cerca de 55 km de Bagdade, na província predominantemente sunita de Salahedin.

## Contexto
Dujail era uma fortaleza do partido shiita Dawa, uma organização envolvida na insurgência apoiada pelo Irã contra o partido ditatorial Baat de Saddam Hussein no Iraque, durante a Guerra Irã-Iraque. Na época, no Ocidente, o partido Dawa era visto como uma organização terrorista, e foi banido em 1980 e seus membros condenados à morte in absentia pelo Conselho Revolucionário Iraquiano
A 8 de julho de 1982 Saddam Hussein visitou a cidade e discursou louvando os locais que serviram o Iraque na luta contra o Irã. Saddam visitou várias casas e após terminar o seu discurso preparou o seu regresso a Bagdade.  No regresso uma dúzia de homens armados, a coberto das tamareiras alinhadas em ambos os lados da estrada, dispararam contra a coluna motorizada de Sadam Hussein, matando dois dos seus guardas costas, e fugiram a pé. Seguiu-se uma troca de tiros de cerca de quatro horas, resultando na morte da maioria dos atacantes, e vários foram capturados.

## Represálias
O próprio Saddam interrogou dois dos rebeldes capturados antes de dar a ordem à sua segurança e forças militares que vigiassem todos os membros suspeitos de pertencerem ao partido Dawa e que vivessem em Dujail, assim como  as suas famílias. Mais tarde deu ordens para que os pomares de ambos os lados da estrada de Balade a Dujail fossem retirados de forma a prevenir outra emboscada. A 14 de outubro o comando do Conselho Revolucionário ordenou que as terras agrícolas à beira da estrada fossem colocadas sob o nome do Ministério da Agricultura e que os donos fossem recompensados pelas perdas.

Saddam Hussein enquanto presidente do Iraque.

Em dezembro, 393 homens com mais de 19 anos e 394 mulheres e crianças de Dujail e da cidade vizinha de Balad foram presos. Detidos em Abu Graid, perto de Bagdade, vários foram torturados e 138 adultos do sexo masculino e 10 juvenis foram apresentados perante o Tribunal Revolucionário após confessarem tomar parte da tentativa de assassinato. Passados alguns meses os restantes prisioneiros foram transferidos para centros de detenção no deserto a oeste. Mais de 40 desses detidos morreram durante os interrogatórios ou durante o aprisionamento. Um habitante de Dujail testemunhou mais tarde, durante o julgamento de Saddam Hussein em 2005, que assistira à tortura e assassinatos, incluindo à morte de 7 dos seus 10 irmãos. Após cerca de dois anos em cativeiro, cerca de 400 detidos, maioritariamente familiares dos 148 que admitiram seu envolvimento na tentativa de assassinato, foram exilados para uma remota parte do sul do Iraque. Os restantes detidos foram libertados e enviados para Dujail.

## Julgamento e execuções
Após as confissões de 1982 dos 148 acusados, em maio de 1984, a justiça considerou-os culpados de traição. A 14 de junho o tribunal entregou a sentença de morte. A 23 de julho Saddam assinou os documentos autorizando as execuções e deu ordens para que as casas, prédios, tamareiras e pomares de frutos pertencentes aos condenados fossem destruídos.
A 23 de março de 1985, 96 dos 105 condenados ainda vivos foram executados. Dois dos condenados foram libertados por acidente enquanto que um terceiro foi transferido por engano para outra cadeia e sobreviveu. Entre os 96 executados encontravam-se quatro membros da família Abdel-Amir que tinham sido previamente considerados não culpados e tinha sido ordenado a sua libertação. Foram executados por engano. Foi recomendado que os Abdel-Amirs fossem considerados "mártires" e que as propriedades confiscadas fossem liberadas. Foi também recomendado que os responsáveis pelo erro fossem processados. Saddam deu a sua aprovação às recomendações, e o responsável pelo engano foi sentenciado a 3 anos de prisão.
Dez crianças entre os 11 e 17 anos foram acreditados estarem entre os 96 executados, mas foram de facto transferidos para uma prisão fora da cidade de Samawah. Em 1989 os 10 jovens, já adultos, foram executados em segredo sob as ordens de Mukhabarat.

## Consequências
As execuções em Dujail foram os primeiros crimes pelos quais Saddam Hussein foi executado, a 30 de dezembro de 2006. As acusações contra Saddam Hussein incluíam a destruição de 250 000 ha de terra agrícola em Dujail. Contudo, a fonte desse número foi uma queixa publicada em um artigo do "New York Times" em 2005. Essa área é maior que o total da área agrícola à volta de Dujail, quando menos de 2% da população teve as terras confiscadas ou arrasadas. Relatórios anteriores dos mídias indicavam "centenas" a um maior "dezenas de centenas" de hectares que não só incluía as terras confiscadas dos condenados, mas também as terras limpas para retirar a cobertura das árvores à volta da estrada de Balade para Bagdade e cujos donos foram compensados. Não há registo de quantos acres foram realmente arrasados. Ironicamente, dois dos quatro oficiais do partido Baat executados pelo massacre viveram em Dujail e as terras agrícolas destruídas à volta da estrada pertencia-lhes. Barzan Hassan, meio-irmão de Saddam Hussein e antigo chefe do serviço de Inteligência do Iraque, e Awad Bandar, antigo chefe do Tribunal Revolucionário do Irauqe, foram enforcados a 15 de janeiro de 2007 por cumplicidade num crime contra a humanidade. Mais tarde, Taha Yassin Ramadan, o antigo vice-presidente de Saddam Hussein, comandante do Exército Popular, foi também acusado por cumplicidade por deter membros da Dawa e arrasar pomares. Ramadan foi morto a 20 de março de 2007, e foi o último homem executado por crimes contra a humanidade em Dujail.